# Immersion en français
L'immersion en français est une forme d'éducation bilingue dans laquelle un enfant dont la langue maternelle n'est pas le français reçoit une scolarité dans cette langue. Dans la plupart des écoles d'immersion, les élèves suivent l'essentiel de leurs cours (histoire, musique, géographie, mathématiques, art, éducation physique, sciences) en français.

## Contexte

### Particularités
Les programmes d'immersion en français sont proposés dans un certain nombre d'écoles canadiennes depuis les années 1970. Les élèves qui y sont inscrits suivent le même cursus que les autres écoles anglophones.
L'immersion en français a été conçue pour :
- tirer parti de la capacité naturelle de l'enfant à apprendre une langue étrangère ;
- profiter de son ouverture d'esprit vis-à-vis de la langue et de la culture ;
- réfléchir sur les bases de la langue en insistant sur les manières de communiquer ;
- développer la connaissance de la propre langue maternelle de l'enfant.

### Structures
Il y a trois programmes :
- French Immersion : le français comme langue d'instruction ;
- Extended French : le français comme langue d'instruction pour une ou deux matières fondamentales, en plus du cours de français traditionnel (disponible uniquement en Ontario, à Terre-Neuve-et-Labrador et en Nouvelle-Écosse) ;
- Intensive French : 70 % des cours donnés en français pendant la moitié de l'année scolaire (programme lancé à Terre-Neuve-et-Labrador en 1998 puis étendu dans 6 autres provinces, ainsi que dans les Territoires du Nord-ouest).

L'âge auquel un élève commence un programme d'immersion en français varie :
- Immersion précoce : maternelle ;
- Immersion intermédiaire : de 9 à 10 ans ;
- Immersion tardive : niveau secondaire.

Le temps moyen dépensé par les élèves en immersion varie :
- Total : commence avec 100 % de l'enseignement donné en français, avant de décroître progressivement à un taux de 50 % ;
- Partiel : commence avec 50 % de l'enseignement donné en français pour demeurer au même niveau au fil des années.

## Les avantages
Les données montrent que les élèves suivant un programme d'immersion en français ont des résultats scolaires supérieurs aux élèves suivant un enseignement exclusivement an anglais.
Les élèves suivent les programmes d'immersion afin d'améliorer leur employabilité et leurs compétences professionnelles.
Les élèves démontrent un niveau supérieur de flexibilité mentale, ce qui est une capacité à penser de manière plus autonome et à développer une intelligence plus diversifiée.

## Défis
De nombreux élèves en immersion française n'arrivent pas à atteindre un niveau de français convenable.
Par ailleurs, il existe un manque de volonté de la part des élèves à communiquer en français en dehors des heures de cours.

## L'immersion en français dans le monde

### Monde
L'Agence pour l'enseignement français à l'étranger (AEFE) gère ou finance 470 écoles à travers le monde dans lesquelles le français est la première langue d'enseignement.

### Australie
L'immersion en français est présente dans certaines écoles comme la Benowa State High School, le Methodist Ladies' College et la Mansfield State High School. Les mathématiques et les sciences sociales y sont enseignés en français.
La Telopea Park School (Canberra) est une école entièrement bilingue.